# Eusyllis serrata
Eusyllis serrata är en ringmaskart som beskrevs av Hartmann-Schröder 1984. Eusyllis serrata ingår i släktet Eusyllis och familjen Syllidae. Inga underarter finns listade i Catalogue of Life.